# Hydrotaea emdeni
Hydrotaea emdeni är en tvåvingeart som beskrevs av Adrian C. Pont 1980. Hydrotaea emdeni ingår i släktet Hydrotaea och familjen husflugor.
Artens utbredningsområde är Ghana. Inga underarter finns listade i Catalogue of Life.